# Ludwigsfelde
 (juillet 2013).
Si vous disposez d'ouvrages ou d'articles de référence ou si vous connaissez des sites web de qualité traitant du thème abordé ici, merci de compléter l'article en donnant les références utiles à sa vérifiabilité et en les liant à la section « Notes et références ».

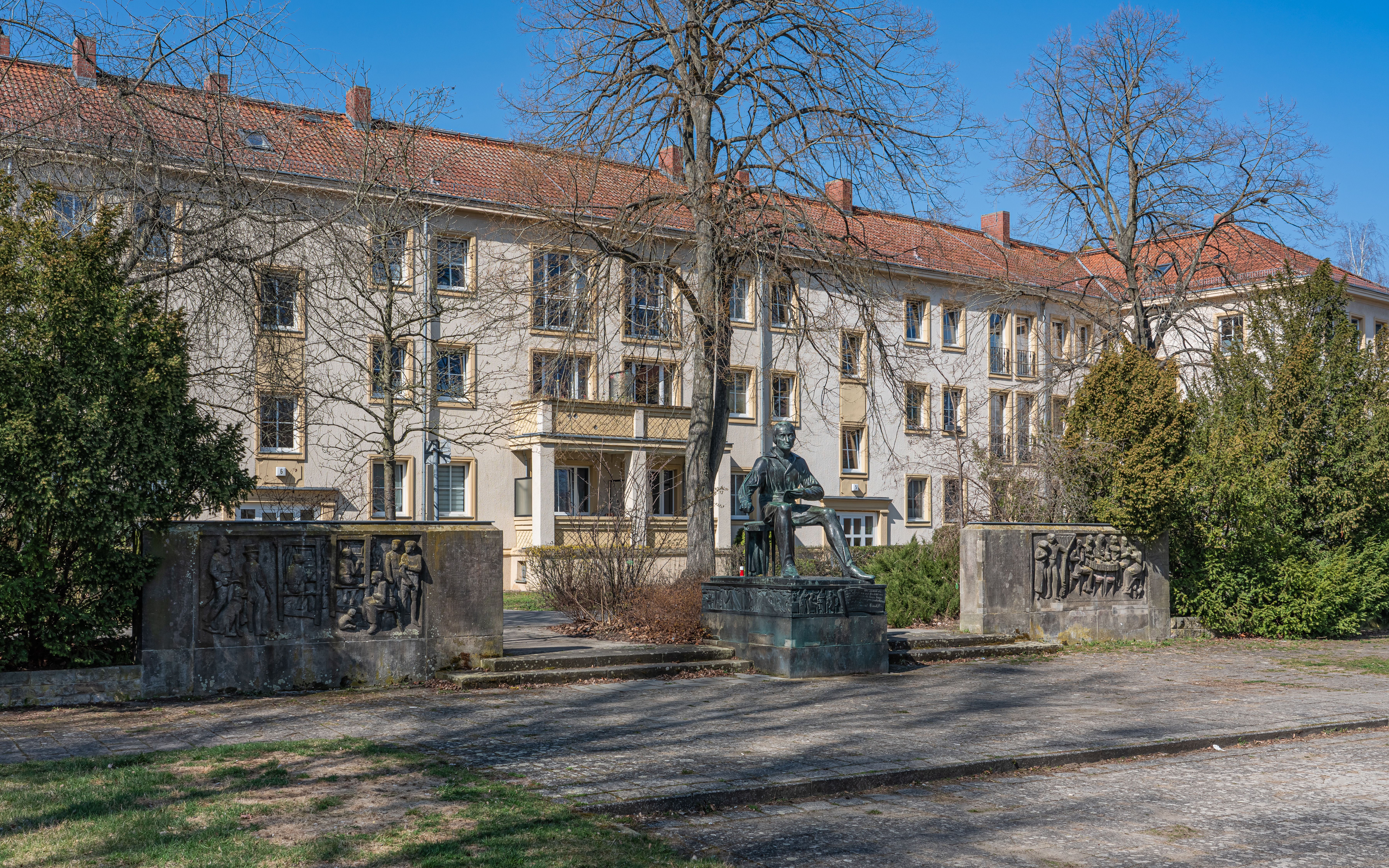
Statue de Heinrich Heine, par Waldemar Grzimek (1956)

Ludwigsfelde est une ville du Brandebourg dans l'arrondissement de Teltow-Fläming. Elle se trouve à onze kilomètres au sud de la limite administrative de la ville de Berlin. Elle comptait 27658 habitants au  31 décembre 2021.

## Géographie
La ville de Ludwigsfelde (littéralement: les champs de Louis), qui a reçu le droit de ville en 1965, est à huit kilomètres à l'est de Potsdam sur le plateau de Teltow. Nombre de ses habitants travaillent dans la métropole de Berlin-Potsdam.
Neuf villages lui sont adjoints en 1997, puis en 2007 Ahrensdorf et en 2003 Groß Schulzendorf. Aujourd'hui, la municipalité comprend: Ahrendsdorf, Genshagen avec le château de Genshagen lié à la collaboration franco-allemande, Gröben (plus Gröbener Kietz), Groß Schulzendorf, Jütchendorf, Kerzendorf, Löwenbruch, Mietgendorf, Schiaß, Siethen, Struveshof (quartier résidentiel), Wietstock.

## Démographie
- Développement de la population dans les limites actuelles. -- Ligne bleue : Population ; Ligne pointillé : Comparaison avec le développement de Brandebourg -- Fond gris : Période du régime nazie ; Fond rouge : Période du régime communiste
- Évolution recente (ligne bleue) et prévisions sur l'effectif de résidents

| Année | Population |
| ----- | ---------- |
| 1875  | 2 979      |
| 1890  | 3 188      |
| 1910  | 3 548      |
| 1925  | 3 856      |
| 1933  | 3 835      |
| 1939  | 7 110      |
| 1946  | 10 451     |
| 1950  | 10 221     |
| 1964  | 15 440     |
| 1971  | 19 912     |

| Année | Population |
| ----- | ---------- |
| 1981  | 23 380     |
| 1985  | 24 830     |
| 1989  | 25 481     |
| 1990  | 24 817     |
| 1991  | 24 328     |
| 1992  | 24 340     |
| 1993  | 23 609     |
| 1994  | 23 551     |
| 1995  | 23 590     |
| 1996  | 23 674     |

| Année | Population |
| ----- | ---------- |
| 1997  | 23 694     |
| 1998  | 23 834     |
| 1999  | 24 061     |
| 2000  | 24 183     |
| 2001  | 24 303     |
| 2002  | 24 155     |
| 2003  | 24 164     |
| 2004  | 24 260     |
| 2005  | 24 273     |
| 2006  | 24 371     |

| Année | Population |
| ----- | ---------- |
| 2007  | 24 177     |
| 2008  | 24 179     |
| 2009  | 23 992     |
| 2010  | 24 044     |
| 2011  | 23 769     |
| 2012  | 23 852     |
| 2013  | 23 956     |
| 2014  | 24 408     |
| 2015  | 25 030     |
| 2016  | 25 245     |

| Année | Population |
| ----- | ---------- |
| 2017  | 25 665     |
| 2018  | 26 112     |
| 2019  | 26 800     |
| 2019  | 26 936     |